# Смирна

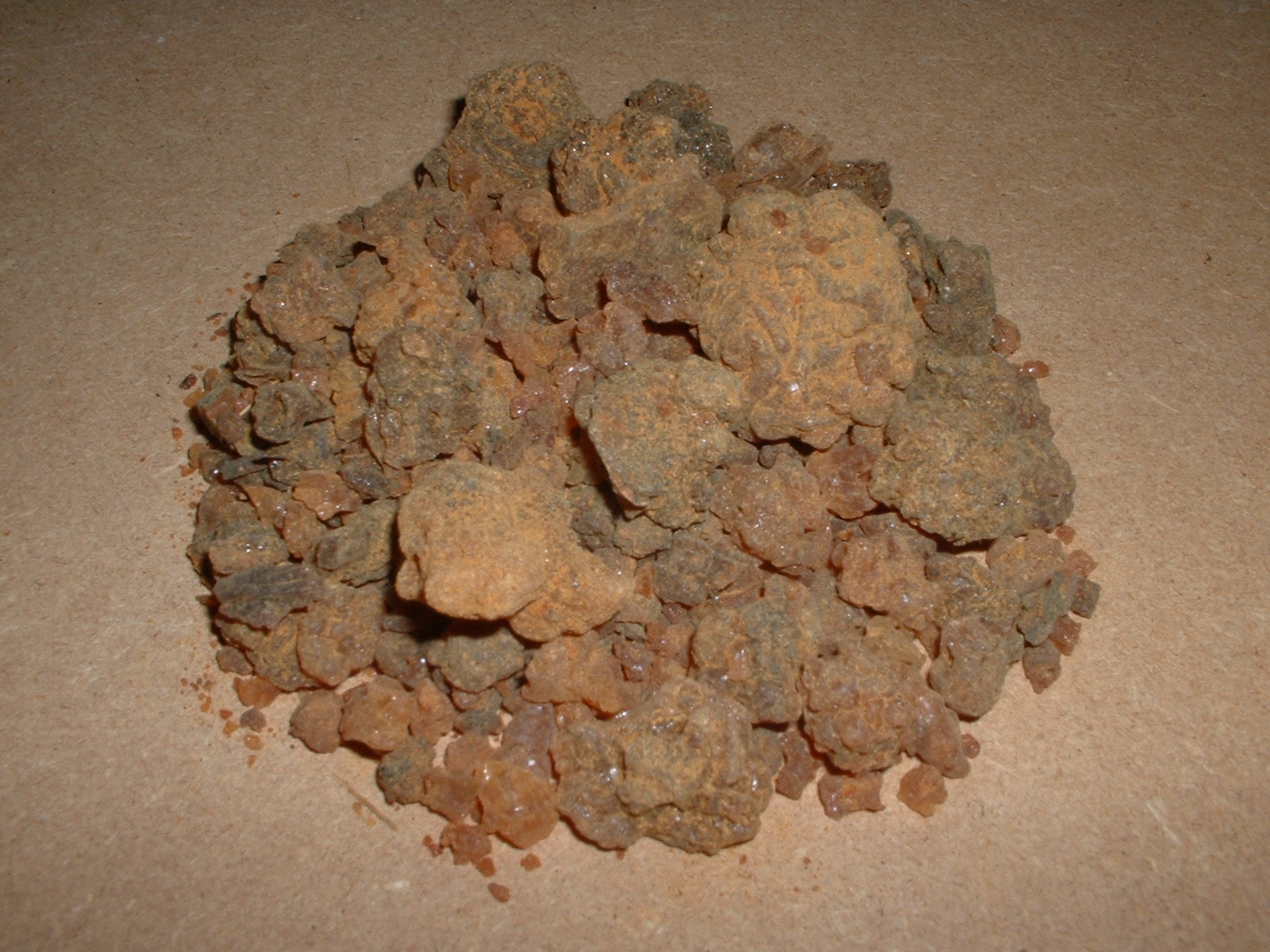
Мирра із Омана

Сми́рна, або ми́рра (дав.-гр. μύρρη, араб. مر), — змішана смола і камедь (смологумі), одержана з африканських та аравійських дерев родини Burseraceae, особливо з Commiphora myrrha (мирри).
Мирра приємно пахне та має гостропряний смак, містить 40–67 % камеді, 23-35 % смоли (мирин) та 2–1 % ефірної олії (мирол).
В давнину її, як ароматичну речовину, спалювали під час богослужінь.
Мирра має лікувальні властивості. Ще в Стародавній Греції її використовували для лікування інфекцій ротової порожнини (при ангінах, цинзі тощо) як полоскання та для інгаляцій. І тепер широко застосовують у медицині, а також в парфумерії.